# Головатюк, Александр Владимирович
Александр Владимирович Головатюк (род. 1976) — казахстанский хоккеист. Выступал на позиции защитника.
Родился 20 января 1976 года в Усть-Каменогорске.
На высшем уровне выступал в Чемпионат Казахстана по хоккею с шайбой в составе команд «Барыс Астана» и «Горняк Рудный».
Играл в составе молодёжных сборных Казахстана до 18 и 20 лет.

## Статистика
- https://r-hockey.ru/people/player/583-001-0003171-0
- https://www.eliteprospects.com/player/167183/alexander-golovatyuk
- https://shaiba.kz/player/861